# Onoba forresterensis
Onoba forresterensis is een slakkensoort uit de familie van de Rissoidae. De wetenschappelijke naam van de soort is voor het eerst geldig gepubliceerd in 1934 door Willett.